# Калдейра Дуарте, Бернард Анисио
Берна́рд Ани́сио Калде́йра Дуа́рте (порт.-браз. Bernard Anício Caldeira Duarte; род. 8 сентября 1992, Белу-Оризонти), или же просто Берна́рд (порт.-браз. Bernard; бразильский португальский: [bɛʁˈnaʁ]) — бразильский футболист, полузащитник клуба «Атлетико Минейро». Выступал за сборную Бразилии. Участник чемпионата мира 2014.

## Клубная карьера

### «Атлетико Минейро»

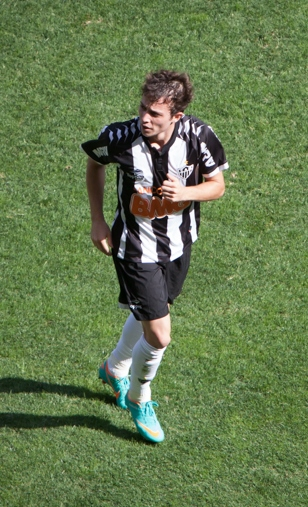
Бернард в составе «Атлетико Минейро»

Бернард начал свою карьеру в 2006 году в футбольной академии «Атлетико Минейро», причем дважды он был забракован из-за своего низкого роста. В 2010 году клуб отдает своего юниора в аренду в клуб «Демократа», выступающий в третьем дивизионе, для получения игровой практики. Полузащитник показывает феноменальную результативность забивая в 16 матчах 14 голов, после чего «Атлетико» возвращает полузащитника, который начиная с сезона 2011 года становится основным футболистом клуба. 23 марта 2011 года в матче против «Уберабы», Бернард дебютирует за «Минейро». 21 мая в поединке против одноклубников из Куритбы полузащитник дебютирует в чемпионате Бразилии. 26 июня 2012 года в матче против «Наутико», Бернард забил свой первый гол за клуб. 9 сентября в матче против «Палмейраса», он сделал дубль и помог своей команды добиться убедительной победы, 3:0. В 2012 году в составе «Атлетико» Бернард стал чемпионом Лиги Минейро. Выступал под «11» номером.
В середине 2013 года Бернард выиграл Кубок Либертадорес в составе «Атлетико», в финале была обыграна парагвайская «Олимпия». Бернард принял участие в 11 из 14 матчей победного турнира и отметился 4 забитыми голами. Три из них он отправил в ворота «Арсенала» из Саранди в гостевом матче группового этапа (5:2). Четвёртый свой гол Бернард забил в ответном полуфинальном матче в ворота «Ньюэллс Олд Бойз». «Атлетико Минейро» выиграл со счётом 2:0 и прошёл в финал благодаря серии пенальти.

### «Шахтёр»

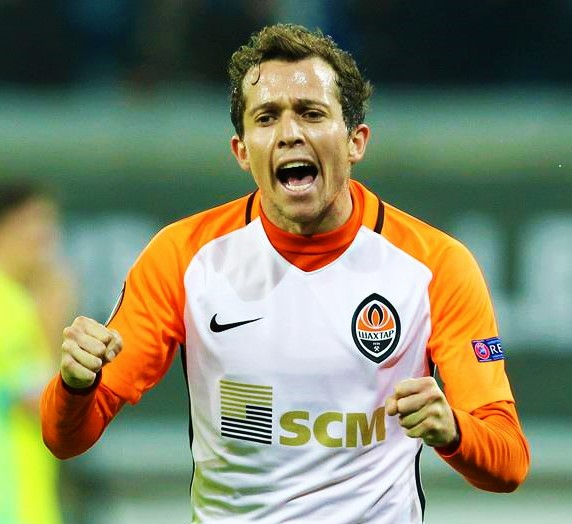
Бернард в составе «Шахтера»

8 августа 2013 года Бернард подписал контракт с донецким «Шахтером» на 5 лет. Стоимость трансфера составила 25 млн евро. Бернард взял себе номер «10». 31 августа в поединке против харьковского «Металлиста» Бернард дебютировал в чемпионате Украины. 17 сентября в матче против «Реал Сосьедада» он дебютировал в Лиге чемпионов, выйдя на поле во втором тайме вместо Дугласа Косты. 26 октября в поединке против «Зари» Бернард забил свой первый гол за «горняков».
26 июля 2016 года в матче квалификации Лиги чемпионов против швейцарского «Янг Бойз» он забил гол. 20 октября в поединке Лиги Европы против бельгийского «Гента» Бернард забил свой первый гол в официальной сетке еврокубков.
Летом 2018 года покинул клуб на правах свободного агента. За время в «Шахтёре» принял участие в 157 матчах команды и забил 28 голов, а также стал трёхкратным чемпионом Украины, трёхкратным обладателем Кубка Украины, трёхкратным обладателем Суперкубка Украины.

### «Эвертон»
9 августа 2018 года подписал контракт с английским клубом «Эвертон» на 4 года. 25 августа дебютировал за «ирисок» выйдя на замену на 85 минуте вместо Тео Уолкотта в выездной игре против «Борнмута». 30 марта 2019 года забил свой первый гол в АПЛ, поразив ворота «Вест Хэма» в игре, которая завершилась победой «Эвертона» со счётом 2:0. Всего в сезоне 2018/19 вышел на поле в 34 матчах чемпионата и забил один гол. В сезоне 2019/20 забил три гола в 27 матчах АПЛ.
В сезоне 2020/21 стал получать меньше игрового времени: принял участие лишь в 12 матчах АПЛ, в которых отметился одним голом. Ещё 6 раз выходил на поле в кубковых турнирах, где сумел забить дважды.

### «Шарджа»
22 июля 2021 года перешёл в эмиратский клуб «Шарджа», подписав контракт на 2 года.

## Международная карьера

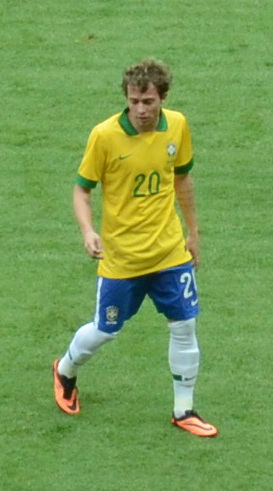
Бернард в составе сборной Бразилии

11 сентября 2012 года наставник сборной Бразилии Мано Менезес, вызвал Бернарда для участия в матче против сборной Аргентины, но на поле полузащитник так и не появился. 22 ноября в товарищеском поединке против сборной Аргентины он дебютировал в составе национальной команды, заменив на 74-й минуте Лукаса. Бернард играл под «20» номером.
Летом 2013 года в составе национальной команды Бернард принял участие в домашнем Кубке Конфедераций. На турнире он сыграл в матчах против сборных Италии и Уругвая.
В 2014 году Бернард принял участие в домашнем чемпионате мира. На турнире он сыграл в матчах против команд Хорватии, Мексики и Германии.

## Статистика выступлений

### Клубная статистика
| Выступление      | Выступление      | Выступление      | Лига | Лига | Кубки | Кубки | Континент. | Континент. | Прочие | Прочие | Итого | Итого |
| Клуб             | Лига             | Сезон            | Игры | Голы | Игры  | Голы  | Игры       | Голы       | Игры   | Голы   | Игры  | Голы  |
| ---------------- | ---------------- | ---------------- | ---- | ---- | ----- | ----- | ---------- | ---------- | ------ | ------ | ----- | ----- |
| Атлетико Минейро | Серия А          | 2011             | 23   | 0    | 1     | 0     | 0          | 0          | 4      | 0      | 28    | 0     |
| Атлетико Минейро | Серия А          | 2012             | 36   | 11   | 2     | 0     | 0          | 0          | 9      | 5      | 47    | 16    |
| Атлетико Минейро | Серия А          | 2013             | 3    | 1    | 0     | 0     | 11         | 4          | 11     | 2      | 25    | 7     |
| Атлетико Минейро | Итого            | Итого            | 62   | 12   | 3     | 0     | 11         | 4          | 24     | 6      | 100   | 22    |
| → Демократа      | Серия В          | 2010             | 0    | 0    | 0     | 0     | 0          | 0          | 16     | 14     | 16    | 14    |
| → Демократа      | Итого            | Итого            | 0    | 0    | 0     | 0     | 0          | 0          | 16     | 14     | 16    | 14    |
| Шахтёр (Донецк)  | Премьер-лига     | 2013/14          | 18   | 2    | 3     | 1     | 8          | 0          | 0      | 0      | 29    | 3     |
| Шахтёр (Донецк)  | Премьер-лига     | 2014/15          | 14   | 0    | 4     | 2     | 5          | 0          | 0      | 0      | 23    | 2     |
| Шахтёр (Донецк)  | Премьер-лига     | 2015/16          | 21   | 2    | 5     | 4     | 13         | 0          | 0      | 0      | 39    | 6     |
| Шахтёр (Донецк)  | Премьер-лига     | 2016/17          | 24   | 4    | 4     | 0     | 9          | 3          | 0      | 0      | 37    | 7     |
| Шахтёр (Донецк)  | Премьер-лига     | 2017/18          | 19   | 6    | 2     | 1     | 8          | 3          | 0      | 0      | 29    | 10    |
| Шахтёр (Донецк)  | Итого            | Итого            | 96   | 14   | 18    | 8     | 43         | 6          | 0      | 0      | 157   | 28    |
| Эвертон          | Премьер-лига     | 2018/19          | 34   | 1    | 2     | 1     | 0          | 0          | 0      | 0      | 36    | 2     |
| Эвертон          | Премьер-лига     | 2019/20          | 27   | 3    | 3     | 0     | 0          | 0          | 0      | 0      | 30    | 3     |
| Эвертон          | Премьер-лига     | 2020/21          | 12   | 1    | 6     | 2     | 0          | 0          | 0      | 0      | 18    | 3     |
| Эвертон          | Итого            | Итого            | 73   | 5    | 11    | 3     | 0          | 0          | 0      | 0      | 84    | 8     |
| Шарджа           | Про-лига         | 2021/22          | 23   | 4    | 4     | 2     | 5          | 2          | 0      | 0      | 32    | 8     |
| Шарджа           | Итого            | Итого            | 23   | 4    | 4     | 2     | 5          | 2          | 0      | 0      | 32    | 8     |
| Панатинаикос     | Суперлига        | 2022/23          | 31   | 2    | 4     | 0     | 0          | 0          | 0      | 0      | 35    | 2     |
| Панатинаикос     | Суперлига        | 2023/24          | 31   | 10   | 7     | 0     | 12         | 1          | 0      | 0      | 50    | 11    |
| Панатинаикос     | Итого            | Итого            | 62   | 12   | 11    | 0     | 12         | 1          | 0      | 0      | 85    | 13    |
| Атлетико Минейро | Серия А          | 2024             | 16   | 0    | 5     | 0     | 5          | 0          | 0      | 0      | 26    | 0     |
| Атлетико Минейро | Серия А          | 2025             | 9    | 0    | 3     | 0     | 4          | 1          | 9      | 1      | 25    | 2     |
| Атлетико Минейро | Итого            | Итого            | 25   | 0    | 8     | 0     | 9          | 1          | 9      | 1      | 51    | 2     |
| Всего за карьеру | Всего за карьеру | Всего за карьеру | 341  | 47   | 55    | 13    | 80         | 14         | 49     | 21     | 525   | 95    |

### Международная
| Сборная          | Сезон            | Товарищеские | Товарищеские | Официальные | Официальные | Итого | Итого |
| Сборная          | Сезон            | Игры         | Голы         | Игры        | Голы        | Игры  | Голы  |
| ---------------- | ---------------- | ------------ | ------------ | ----------- | ----------- | ----- | ----- |
| Бразилия         |                  |              |              |             |             |       |       |
| 2012             | 1                | 0            | 0            | 0           | 1           | 0     |       |
| 2013             | 7                | 1            | 2            | 0           | 9           | 1     |       |
| 2014             | 1                | 0            | 3            | 0           | 4           | 0     |       |
| Всего за карьеру | Всего за карьеру | 9            | 1            | 5           | 0           | 14    | 1     |

### Матчи за сборную
| №  | Дата             | Оппонент         | Счёт | Голы | Карточки | Минуты | Соревнование            |
| -- | ---------------- | ---------------- | ---- | ---- | -------- | ------ | ----------------------- |
| 1  | 22 ноября 2012   | Аргентина        | 1:2  | —    | —        | 16'    | Товарищеский матч       |
| 2  | 2 июня 2013      | Англия           | 2:2  | —    | —        | 7'     | Товарищеский матч       |
| 3  | 9 июня 2013      | Франция          | 3:0  | —    | —        | 1'     | Товарищеский матч       |
| 4  | 22 июня 2013     | Италия           | 4:2  | —    | —        | 23'    | Кубок конфедераций 2013 |
| 5  | 26 июня 2013     | Уругвай          | 2:1  | —    | —        | 26'    | Кубок конфедераций 2013 |
| 6  | 7 сентября 2013  | Австралия        | 6:0  | —    | —        | 61'    | Товарищеский матч       |
| 7  | 11 сентября 2013 | Португалия       | 3:1  | —    | —        | 68'    | Товарищеский матч       |
| 8  | 12 октября 2013  | Республика Корея | 2:0  | —    | —        | 11'    | Товарищеский матч       |
| 9  | 15 октября 2013  | Замбия           | 2:0  | —    | —        | 10'    | Товарищеский матч       |
| 10 | 17 ноября 2013   | Гондурас         | 5:0  | 1    | —        | 45'    | Товарищеский матч       |
| 11 | 6 июня 2014      | Сербия           | 1:0  | —    | —        | 9'     | Товарищеский матч       |
| 12 | 12 июня 2014     | Хорватия         | 3:1  | —    | —        | 22'    | Финальные матчи ЧМ 2014 |
| 13 | 17 июня 2014     | Мексика          | 0:0  | —    | —        | 45'    | Финальные матчи ЧМ 2014 |
| 14 | 8 июля 2014      | Германия         | 1:7  | —    | —        | 90'    | Финальные матчи ЧМ 2014 |

Итого: 14 матчей / 1 гол; 10 побед, 2 ничьих, 2 поражения.

## Достижения

### Командные
«Атлетико Минейро»
- Победитель Лига Минейро (2): 2012, 2013
- Обладатель Кубка Либертадорес: 2013

«Шахтёр» (Донецк)
- Чемпион Украины (3): 2013/14, 2016/17, 2017/18
- Серебряный призёр чемпионата Украины (2): 2014/15, 2015/16
- Обладатель Кубка Украины (3): 2015/16, 2016/17, 2017/18
- Финалист Кубка Украины (2): 2013/14, 2014/15
- Обладатель Суперкубка Украины (3): 2014, 2015, 2017

«Панатинаикос»
- Обладатель Кубка Греции: 2023/24

Сборная Бразилии
- Победитель Кубка конфедераций: 2013

### Личные
- Входит в состав символической сборной года Южной Америки: 2013